# Sanmenia zhengi
Sanmenia zhengi is een spinnensoort in de taxonomische indeling van de krabspinnen (Thomisidae).
Het dier behoort tot het geslacht Sanmenia. De wetenschappelijke naam van de soort werd voor het eerst geldig gepubliceerd in 1986 door Hirotsugu Ono & Da-xiang Song.